# Pacifigeron rapensis
Pacifigeron es un género monotípico de plantas herbáceas, perteneciente a la familia Asteraceae.  Su única especie: Pacifigeron rapensis,  es originaria de la isla de Rapa en la Polinesia Francesa.

## Taxonomía
Pacifigeron rapensis fue descrita por (F.Br.) G.L.Nesom y publicado en el Phytologia 76(2): 163. 1994.
Sinonimia
- Erigeron rapensis F.Br. basónimo[4]